# Gerrit Terdenge
Gerrit Alexander Terdenge (Gelsenkirchen, 30 gennaio 1975) è un ex cestista tedesco.

## Carriera
Con la Germania ha disputato due edizioni dei Campionati europei (1997, 1999).